# Film de propagandă
Filmele de propagandă au fost făcute să manipuleze opinia publică cu scopul de a convinge pe oameni să creadă în anumite lucruri, aceste filme fiind folosite să sprijine politicile guvernamentale. Adesea documentarele erau mixate cu scene regizate. Muzica și naratorul sporeau reacția emoțională. Ulterior, aceste tehnici au fost preluate de reclamele comerciale.

## Filme
- 1915 Nașterea unei națiuni (The Birth of a Nation) - glorifică crearea organizației rasiste Ku Klux Klan
- 1918 America Goes Over - pentru a câștiga sprijinul public ca America să se implice în Primul Război Mondial
- 1925 Serghei Eisenstein - ecranizează represiunea țaristă în Crucișătorul Potemkin
- 1941 Ich klage an

Descriere:
„Film nazist menit să îi convingă pe germani să fie de acord cu programul T4, adică omorârea oamenilor cu boli mintale sau fizice, în special a celor cu boli ereditare. Povestea se centrează asupra vieții unei tinere căsătorite cu un doctor. Femeia este diagnosticată cu scleroză. În urma unui chin îndelungat din cauza bolii, ea își roagă soțul să o omoare prin injecție letală ca să i se sfârșească chinul și să moară înainte de a deveni o povară pentru el. Soțul ei este de acord. Restul filmului se focalizează asupra „întrebării” dacă sinuciderea asistată ar trebui legalizată. ”
- 1981 Partidul, inima țării, regia Virgil Calotescu [2]